# かなき詩織
かなき 詩織（かなき しおり、7月21日 - ）は、日本の漫画家。埼玉県出身。代表作は『なないろ☆ミラクル』。

## 来歴
デビュー作は小学館の少女漫画雑誌「ちゃお」1997年4月号に掲載された「めざせバスケット♥クイーン」。
『ちゃお』から学年誌へ活動を場を移し、その後『なないろ☆ミラクル』をヒットさせた。
『プリティーリズム』や『アイカツ!』などの幼年（児童）向けのタイアップ作品も手がけている。

## 単行本
- 1000万・スキャンダル（小学館、ちゃおフラワーコミックス、2000年9月）ISBN 9784091380418
- なないろ♢ジュエル（小学館、てんとう虫コミックススペシャル）
  1. ISBN 9784091403681
  2. ISBN 9784091404954
  3. ISBN 9784091406002
- なないろ☆ミラクル（小学館、てんとう虫コミックススペシャル）
  1. ISBN 9784091470010
  2. ISBN 9784091470027
  3. ISBN 9784091470034
  4. ISBN 9784091401557
  5. ISBN 9784091402509
  6. ISBN 9784091402998
  7. ISBN 9784091403377
- 塔の上のラプンツェル（小学館、2011年3月） ISBN 978-4091337825
- ティンカー・ベルと妖精の家（小学館、2011年8月） ISBN 978-4092897335
- まんがの名作図書室 うるうる話・ゆかいな話（小学館、ふくやまけいこ他共著、2012年7月） ISBN 978-4092966529
- マルガレーテ・シュタイフ（小学館、監修：佐藤豊彦、2015年8月） ISBN 978-4092700291
- 海のエール かなき詩織短編集（小学館、ちゃおコミックス、2021年2月）ASIN B08X1BCC8L

### 挿絵
- フラガールと犬のチョコ（作：祓川学、ハート出版 2012年7月）
- 尖閣・竹島・北方領土 どうなるの?日本の領土 - ゆかちゃんの学習ノート（著：武内胡桃、ハート出版 2013年9月）

### タイアップ
- アイカツ!
  - アイカツ! まんが&まんが家カツドウ!（小学館、ぷっちぐみベスト!!、2014年7月）
  - アイカツ! まんが&12星座うらない（小学館、ぷっちぐみベスト!!、2014年9月）
- アイカツスターズ!
  - アイカツスターズ! まんが＆アイドルミニ名かん（小学館、2017年4月）
  - アイカツスターズ! 星のツバサ（小学館、ぷっちぐみベスト!!、2018年3月）

## 掲載作品
- めざせバスケット♥クイーン（1997年ちゃお4月号）
- 山のことならわたしにきいて（1997年ちゃおDX夏号）
- 悪魔は どこにいる（1997年ちゃおDX初秋号）
- Xマスケーキにできること（1998年ちゃおDX冬号）
- 女のコのポジション（1998年ちゃおDX春号）
- マイ・リトル・ガーデン（1998年ちゃお6月号）
- とどくのは君の声（1998年ちゃおDX夏号） ※1000万・スキャンダルに収録
- くすだま!小町（1998年ちゃお9月号）
- 除夜の鐘がなる前に（1999年ちゃお1月号別冊）
- ボーイズライフ（1999年ちゃおDX冬号）
- リアルにひびけ!（1999年ちゃお4・5月号前後編）
- あいつとシーソーゲーム（1999年ちゃおDX夏号）
- はだしのマーメード（1999年ちゃお9月号）
- 最後まで I love you（2000年ちゃお1月号）
- ぶっつけ本番!（2000年ちゃおDX冬号）
- ワンダー☆ホリディ（2000年ちゃおDX春号）
- 星空の魔法使い（2000年ちゃお10月号別冊）
- 恋人は宇宙人!?（2000年ちゃおDX秋号）
- おねがい♥FOX（2002年ちゃおDX春号）
- かりん レディー＊ゴー！（小学四年生2008年4月号 - 2009年3月号）
- とりかえキッズ! ベビィ→←

### タイアップ
- わがままファッション ガールズモード みらのSTYLE（小学館「小学四年生」、原作：任天堂）
- いっしょにシュガーバニーズ（小学館「ぷっちぐみ、原作：サンリオ、）

- プリティーリズム
  - プリティーリズム・オーロラドリーム（小学館「小学一年生」、原作：タカラトミー・シンソフィア）
  - プリティーリズム・ディアマイフューチャー（小学館「小学一年生」、原作：タカラトミーアーツ・シンソフィア）

- クマ・トモ（小学館「ぷっちぐみ」、原作：バンダイナムコゲームス）
- ネコ・トモ（小学館「ぷっちぐみ」、原作：バンダイナムコゲームス）

- アイカツ!（小学館「ぷっちぐみ」、原作：サンライズ）
  - アイカツスターズ!（小学館「ぷっちぐみ」、原作：バンダイナムコピクチャーズ）

- あつまれ どうぶつの森（小学館「ぷっちぐみ」、原作：任天堂）